# هزاران دلقک
هزاران دلقک (به انگلیسی: A Thousand Clowns) فیلمی ۱۱۸ دقیقه‌ای به کارگردانی فرد کو با بازیگری افرادی چون جیسون روباردس و مارتین بالسام محصول (۱۹۶۵) کشور بریتانیا است. فیلم در چندین بخش نامزد و برندهٔ جایزهٔ اسکار شد از جمله؛ جایزه اسکار بهترین فیلم و برندهٔ جایزه اسکار بهترین بازیگر نقش مکمل مرد.